# How to Cook Your Life
How to Cook Your Life ist ein deutscher Dokumentarfilm von Doris Dörrie über den Zen-Lehrer Edward Espe Brown und dessen Kochkurse.

## Inhalt
Der Film begleitet dokumentarisch drei Kochkurse des US-amerikanischen Zen-Meister, -Lehrer und Buchautor Edward Espe Brown. Die Kochkurse finden im Buddhistischen Zentrum Scheibbs in Österreich, im Tassajara Zen Mountain Center in Kalifornien und im Green Gulch Farm Zen Center bei San Francisco statt. Brown bringt den Teilnehmern die Kunst des Kochens bei, zugleich unterrichtet er sie auch in der „Kunst des Lebens“. Er vermittelt dabei Weisheiten, die ihre Wurzeln in der jahrhundertealten Tradition des Zen-Meisters Dōgen, dem Gründer der Sōtō-shū, haben. Brown zeigt den Teilnehmern, wie man den Buddha in einfachen Küchentätigkeiten wie etwa dem Waschen von Reis oder dem Kneten von Teig entdecken kann. Die einzelnen Kochlektionen wechseln sich ab mit stiller Meditation und Rezitationen. 
Ergänzt wird der Film durch einen Rückblick auf das Leben von Brown und dessen Lehrer. Außerdem geht der Film auf die Essgewohnheiten und die Armut in den Vereinigten Staaten ein.

## Kapitel des Films
1. Begrüßung
2. Befreit Eure Hände!
3. Wer kocht wen?
4. Fiasko
5. Die Verwirrung durchschneiden
6. Wut
7. Überfluss
8. Was steckt im Essen?
9. Keine Vorliebe, keine Abneigungen
10. Unvergleichlich
11. Makel und Fehler
12. Abspann

## Bonusmaterial der DVD
- „Interview mit Doris Dörrie“ über den Film
- „Potato Chip Teaching“ durch Edward Espe Brown
- „Food & Wasting Food Teaching“ durch Edward Espe Brown
- „Kinotrailer“

## Filmkritik
„How to Cook Your Life ist ein kleiner Film, der sich die Freiheit nimmt, einen Menschen zu präsentieren, der ein paar Vorschläge zu machen hat. Nicht mehr, aber auch nicht weniger.“

„Daraus resultiert kein Film über das Kochen, vielmehr eine Auseinandersetzung mit unserem Verhältnis zu Lebensmitteln, was letztlich die Beziehung zu uns selbst spiegelt. Eine reizvolle, nachdenklich stimmende Einführung in die Spiritualität des Zen-Kochens, die auch ein Ausdruck von Selbstsorge und Fürsorge ist.“